# Barenborg

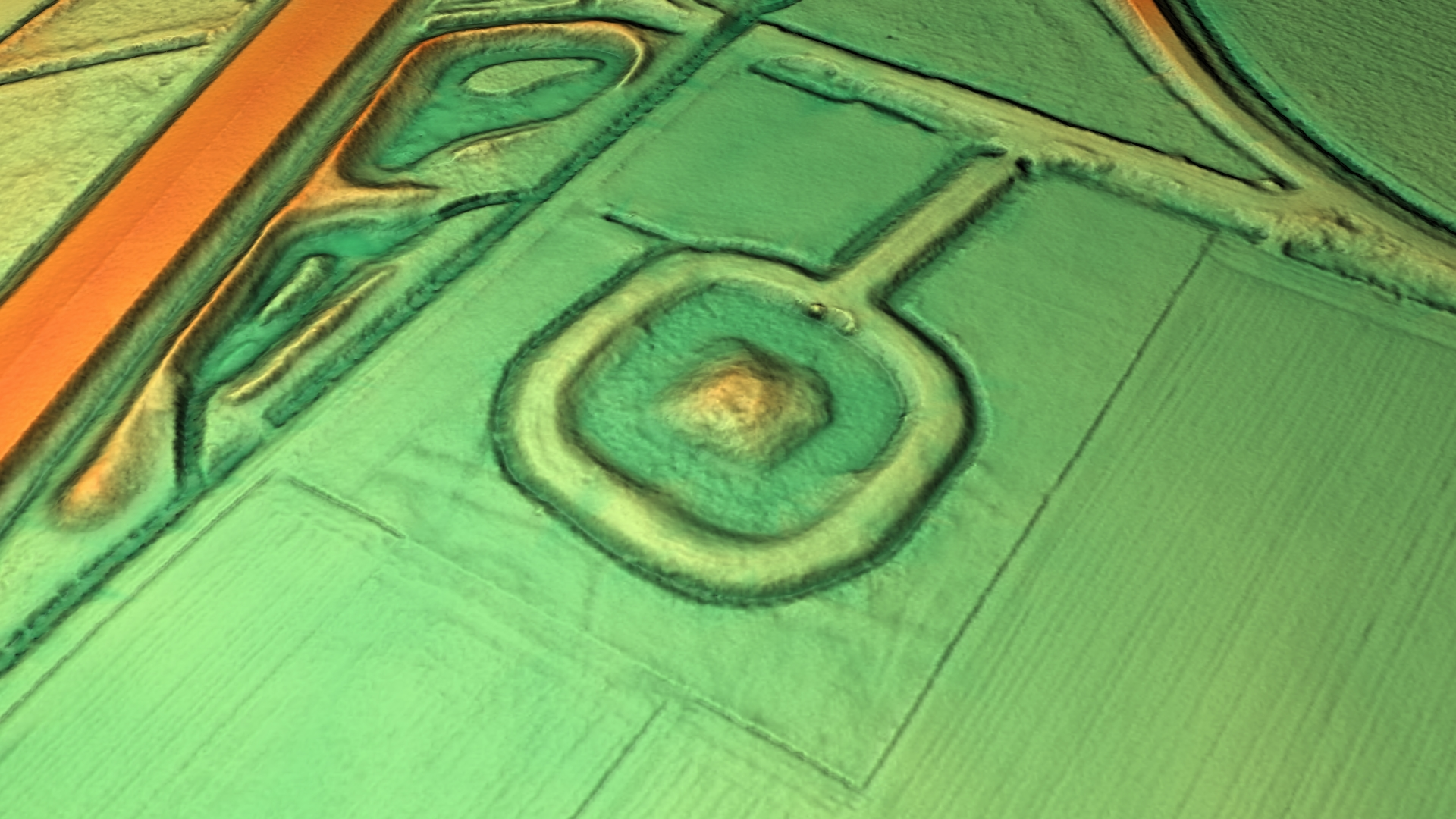
3D-Ansicht des digitalen Geländemodells

Die Barenborg ist ein Baudenkmal aus ältester Zeit des Dorfes Holtwick, einem Ortsteil der Gemeinde Rosendahl im Kreis Coesfeld in Nordrhein-Westfalen. Das 2,6 ha große Gelände um die Gräftenanlage ist als Naturschutzgebiet ausgewiesen.
Vorbild für die Fortifikation, die an dem alten Verbindungsweg zwischen Ahaus und Coesfeld lag, war der Burgtyp der Motte (Turmhügelburg) der französischen Normannen, welcher seit der zweiten Hälfte des 10. Jahrhunderts verwendet wurde.
Sie diente vermutlich den Herren von Ahaus als Grenzburg zur Absicherung ihres Territoriums gegen die folgenschweren Übergriffe der damals expandierenden Bischöfe von Münster. Wann genau die Barenborg errichtet wurde, ist nicht bekannt.
Das Zentrum der Barenborg bestand aus einem 3 m hohen Turmhügel mit einem Durchmesser von etwa 25 m. Auf ihm stand ein Steinturm, zumindest weisen gefundene Mauerreste darauf hin. Eine circa 16 m breite und wasserführende Gräfte umschloss dieses Zentrum. Diese Gräfte war von einem 1 m hohen und 10 m breiten Wall umgeben. Die Zuwegung erfolgte über einen 60 m langen Damm von 10 m Breite. Die gesamte Anlage war wiederum von einem Graben umgeben. Die Verbindung zwischen Wall und Kern der Anlage wurde durch eine hölzerne Brückenkonstruktion geschaffen.
Vermutlich – doch dies ist wissenschaftlich nicht gesichert – wurde die Barenborg bereits in den kriegerischen Auseinandersetzungen zwischen den Herren von Ahaus und den Fürstbischöfen von Münster um 1398 zerstört. Im Jahre 1406 jedenfalls ging sie durch einen erzwungenen Verkauf an Bischof Otto IV. von Hoya in bischöflichen Besitz über.
Heute gilt die Barenborg als ein Bodendenkmal, das zu den besterhaltenen Turmhügeln des Münsterlandes zählt. Die Gräften sind Standort für eine vielseitige Sumpfgrabenflora wie Wasserlilie, Froschlöffel, Seggengräser und mehr. Überdies bietet das dichte Schlehen- und Brombeergebüsch auf dem einsamen Turmhügel einigen seltenen bedrohten Singvogelarten Schutz.

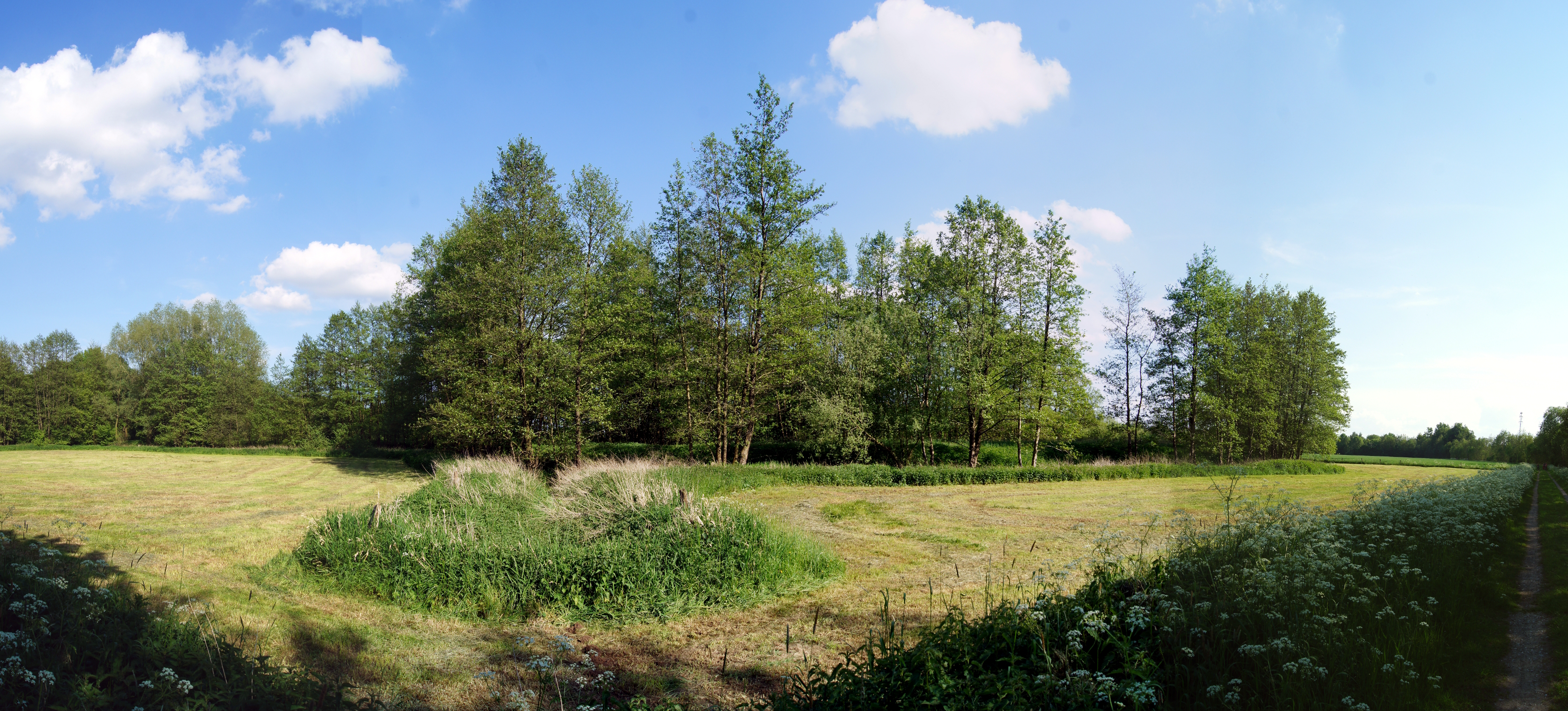
Ansicht von Westen, die Zuwegung befindet sich links.
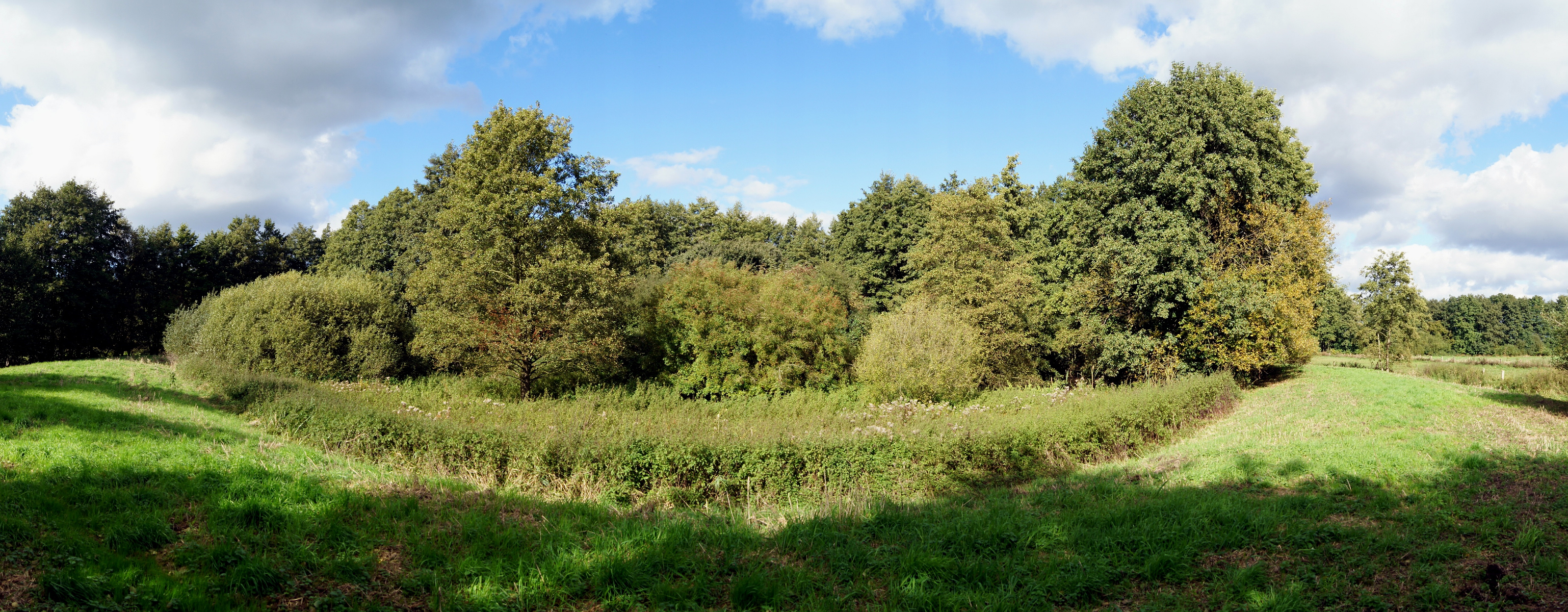
Der Ringwall umschließt die innere Gräfte.
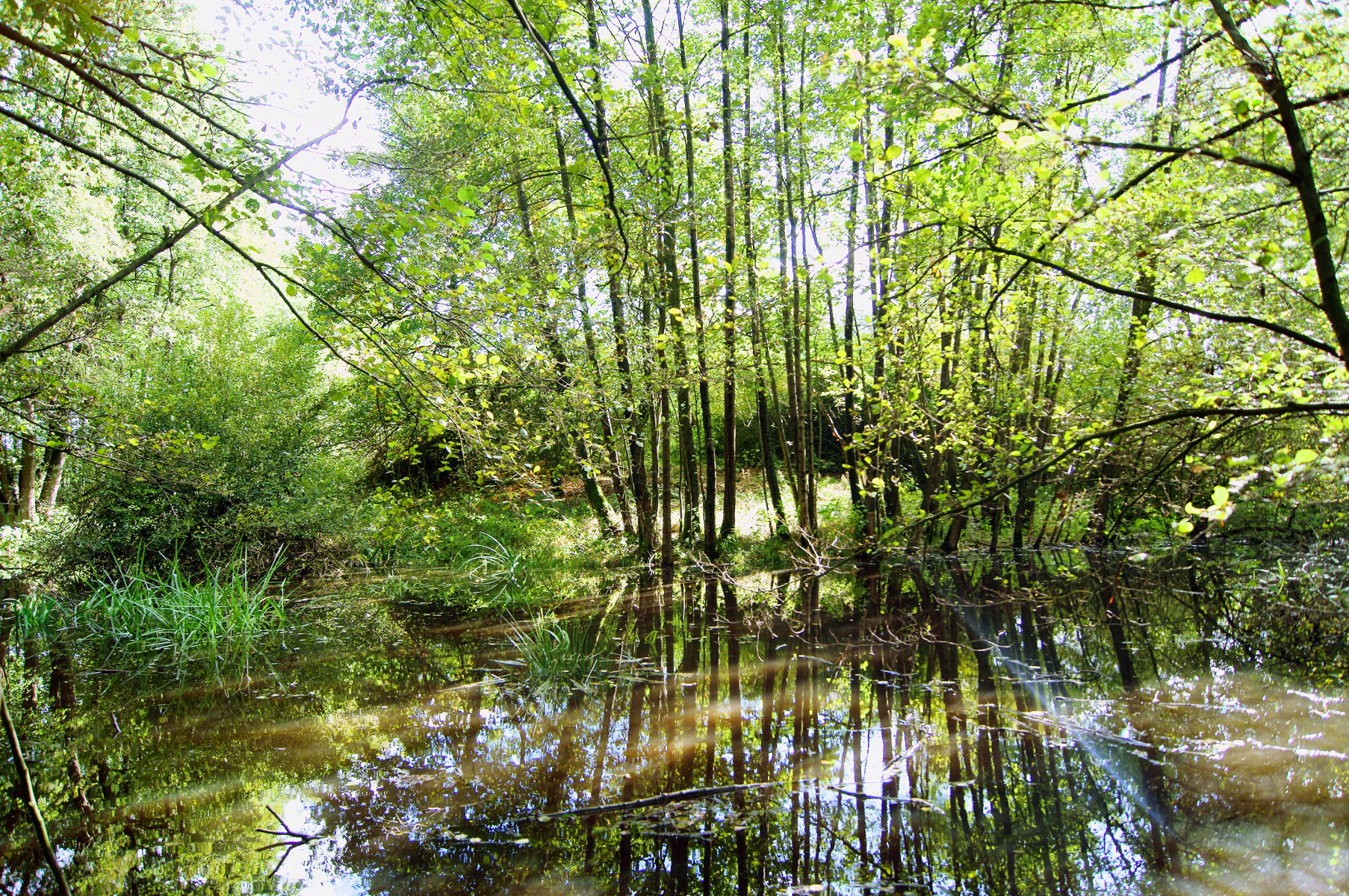
Blick über die innere Gräfte zum Turmhügel.
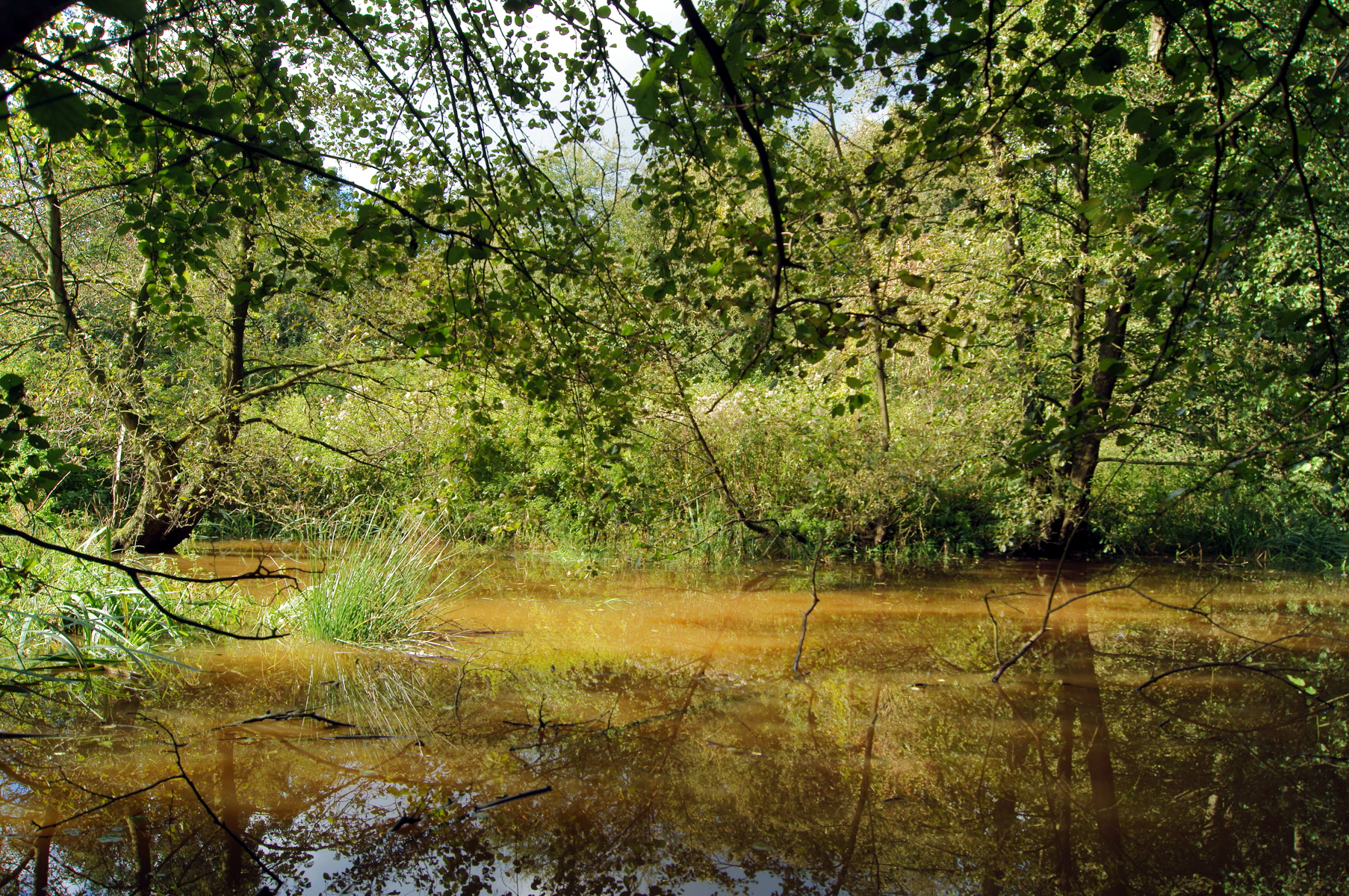
Die innere Gräfte.
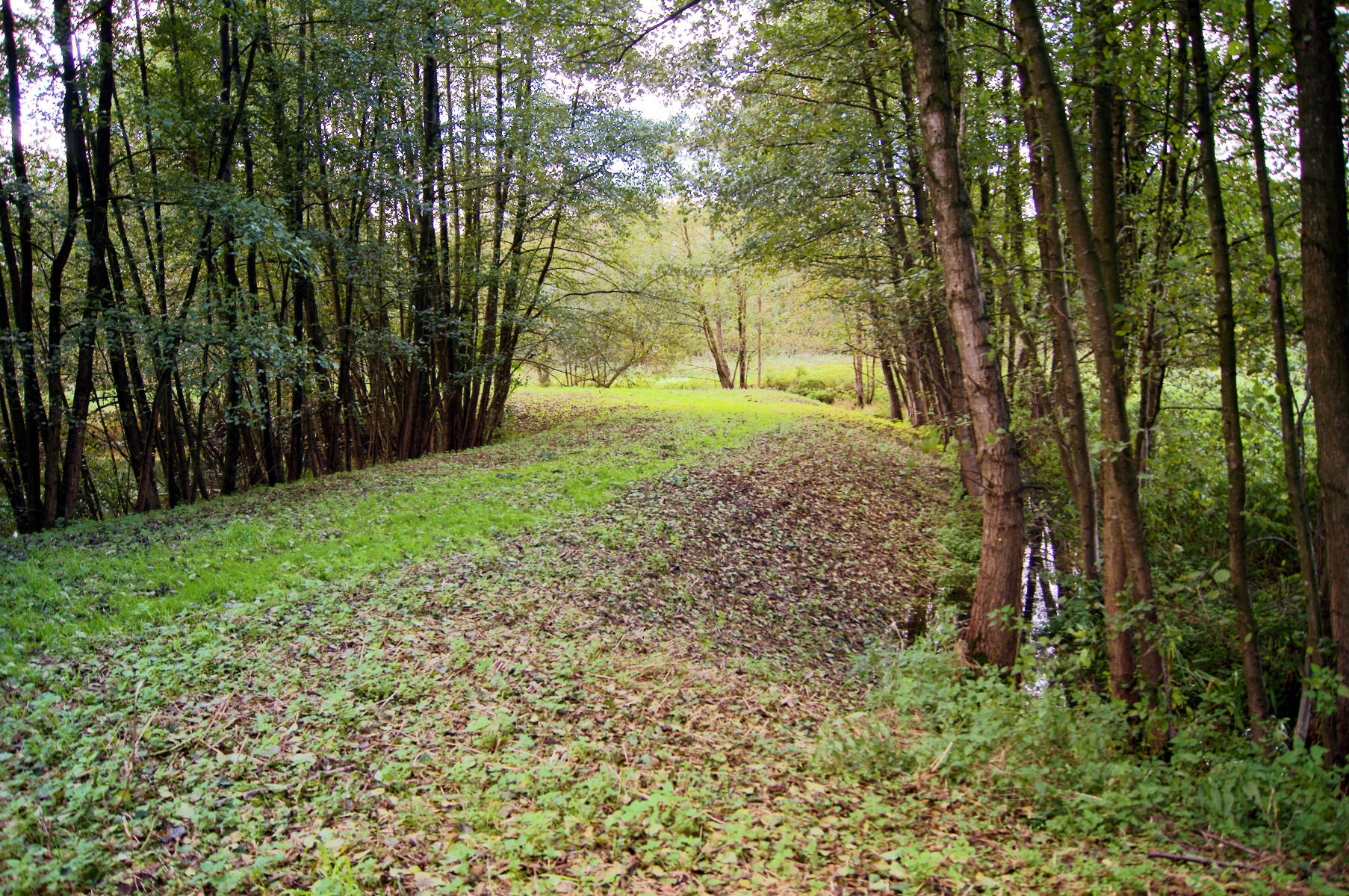
Ringwall mit innerer und äußerer Gräfte